# Babice (Opole)
Pour les articles homonymes, voir Babice.
Babice est une localité polonaise de la gmina de Baborów, située dans le powiat de Głubczyce en voïvodie d'Opole.